# 明尼蘇達號戰艦
明尼蘇達號戰艦（舷號BB-22）是一艘隸屬於美國海軍的戰艦，為康涅狄格級戰艦的五號艦。她是美軍第二艘以明尼蘇達州為名的軍艦。
明尼蘇達號在1903年於紐波特紐斯造船廠開始建造，並在1905年下水，最終在1907年服役，其性能與首兩艦康涅狄格號及路易斯安那號稍有分別。稍後明尼蘇達號參與美國大白艦隊（Great White Fleet）環球航行，並在1914年支援美國在坦皮科事件後入侵韋拉克魯斯。美國參與第一次世界大戰後，明尼蘇達號主要用作訓練艦，並在1918年戰爭結束前夕遭水雷擊傷。戰後明尼蘇達號協助接載美軍從歐洲返國。1921年明尼蘇達號退役，並在1923年按照華盛頓海軍條約出售拆解。